# Karol Youndje
Karol Lorenzo Youndje Sihom (Yaoundé, 12 april 2005) is een Belgisch voetballer die onder contract ligt bij KAS Eupen.

## Clubcarrière
Youndje ruilde op vijftienjarige leeftijd de jeugdopleiding van RFC de Liège voor die van KAS Eupen. In november 2022 ondertekende hij een beloftencontract tot medio 2024 bij Eupen.
Op 24 september 2023 maakte hij zijn profdebuut: op de achtste competitiespeeldag liet trainer Florian Kohfeldt hem in de 2-1-nederlaag tegen KAA Gent in de 80e minuut invallen. Enkele dagen na zijn tweede invalbeurt, in de 1-3-nederlaag tegen RSC Anderlecht op 30 september, kondigde Eupen aan dat Youndje een profcontract tot medio 2025 met optie op twee extra seizoenen had ondertekend bij de club.

## Clubstatistieken
| Seizoen         | Club            | Land            | Competitie      | Competitie | Competitie | Beker | Beker | Supercup | Supercup | Europees | Europees | Totaal | Totaal |
| Seizoen         | Club            | Land            | Competitie      | Wed.       | Dlp.       | Wed.  | Dlp.  | Wed.     | Dlp.     | Wed.     | Dlp.     | Wed.   | Dlp.   |
| --------------- | --------------- | --------------- | --------------- | ---------- | ---------- | ----- | ----- | -------- | -------- | -------- | -------- | ------ | ------ |
| 2023/24         | KAS Eupen       | Vlag van België | Eerste klasse A | 10         | 0          | 1     | 0     | —        | —        | —        | —        | 11     | 0      |
| Carrière totaal | Carrière totaal | Carrière totaal | Carrière totaal | 10         | 0          | 1     | 0     | 0        | 0        | 0        | 0        | 11     | 0      |

Bijgewerkt op 13 maart 2024.
15 Claes ·
50 Youndje ·
51 Brughmans ·
52 Da Costa ·
54 Onstein ·
55 Yoshinaga · 
56 De Wannemacker ·
57 Murenzi ·
58 Wamu · 
59 Mirisola  ·
60 Lazar ·
61 Van Ingelgom ·
62 Cauwel ·
63 Wasinski ·
64 Yokoyama ·
65 Akpan ·
66 Bafdili ·
68 Rabhi ·
70 Bouazzaoui ·
71 Stevens ·
72 Barry ·
73 Mbavu ·
74 Nuozzi ·
75 Caicedo ·
76 Driessen ·
78 Lukanic ·
79 Nzoko ·
80 Touré ·
81 Boets ·
82 Vliegen ·
84 Sarfo ·
86 Haroun · 
87 Yasuda ·
89 Kim ·
Coach: Van Rumst